# Onbewoond eiland

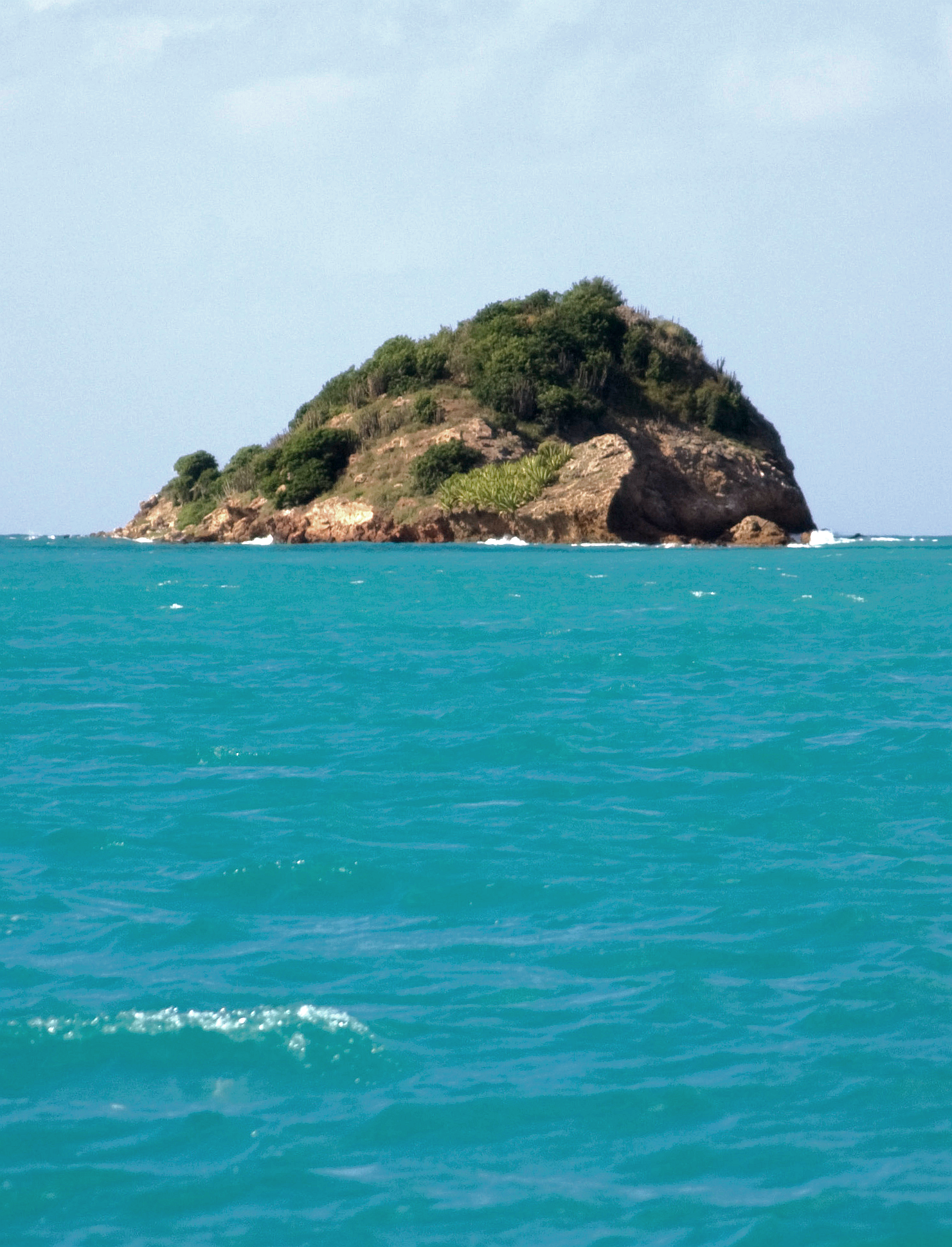
Onbewoond eiland voor de kust van Antigua.

Een onbewoond eiland is een eiland zonder permanente menselijke bewoning. Wereldwijd zijn verreweg de meeste eilanden onbewoond.
Het grootste onbewoonde eiland is het Canadese Devoneiland, met een oppervlakte van 55.247 km².

## Oorzaken
Dat een bepaald eiland onbewoond is, kan uiteenlopende oorzaken hebben:
- Fysiek: Het eiland is ongeschikt voor menselijke bewoning vanwege de fysieke condities, zoals de afmetingen of onherbergzame vorm (bijvoorbeeld steile rotsen), het ontbreken van een drinkwaterbron, extreme temperaturen of temperatuurwisselingen, of andere mensonvriendelijke, veelal klimaatgebonden omgevingskenmerken.
- Geografisch: Het eiland is te afgelegen van woonplaatsen, en het is er niet mogelijk om (voldoende) voedsel te produceren.
- Juridisch: Het eiland behoort bijvoorbeeld tot een niet-toegankelijk natuurreservaat of militair gebied (als militair oefenterrein of vanwege strategische ligging). Ook zijn er gevallen waarbij verscheidene landen een eigendomsclaim op een eiland leggen, en accepteren zij niet dat een inwoner van een ander land er woont, zoals de Spratly-eilanden.
- Menselijk gebruik: Het eiland is door menselijke toedoen, zoals kernproeven of  gif in de bodem, ongeschikt geworden voor menselijke bewoning. Ook kan een eiland geheel in gebruik zijn, waarbij er geen ruimte voor bewoning is, zoals Hulhulé dat dient als vliegveld.
- Religieus: Het komt voor dat een eiland om religieuze redenen niet bewoond mag worden, zoals Jaco dat door de inheemse bevolking van Oost-Timor als heilig wordt beschouwd.

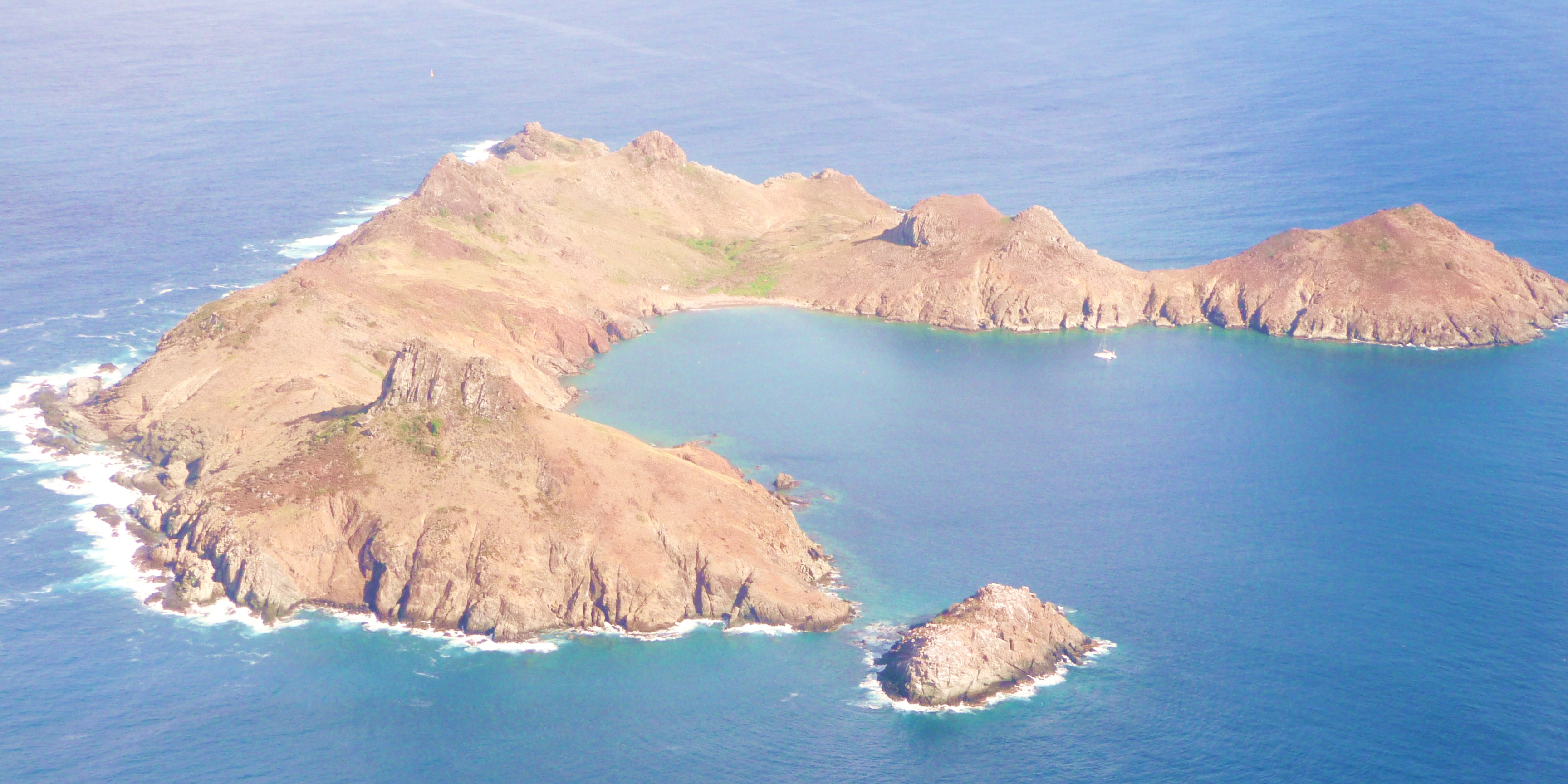
Île Fourchue in de Caraïbische Zee is te droog voor menselijke bewoning.
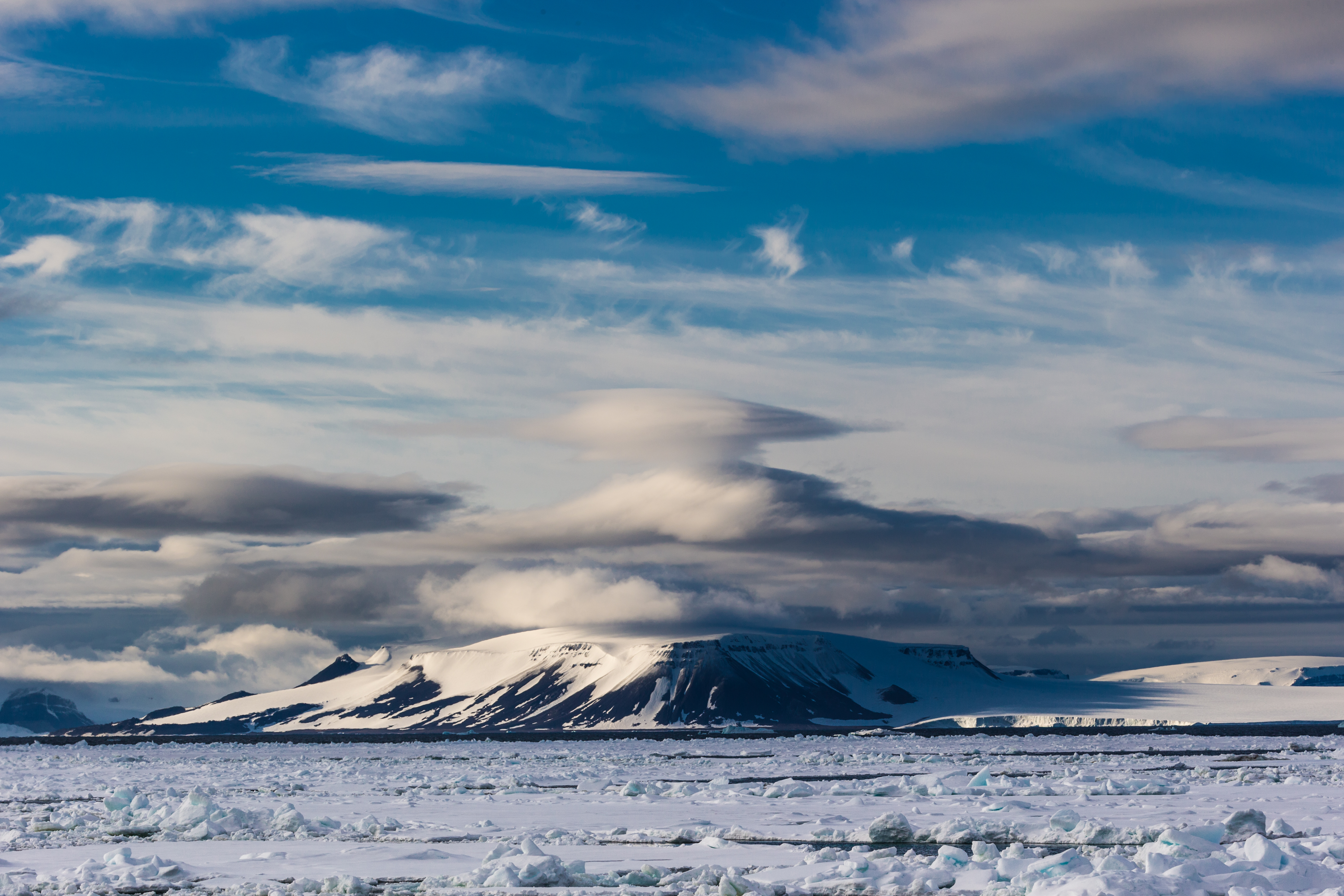
Wiener Neustadteiland in de Noordelijke IJszee is te koud voor menselijke bewoning.
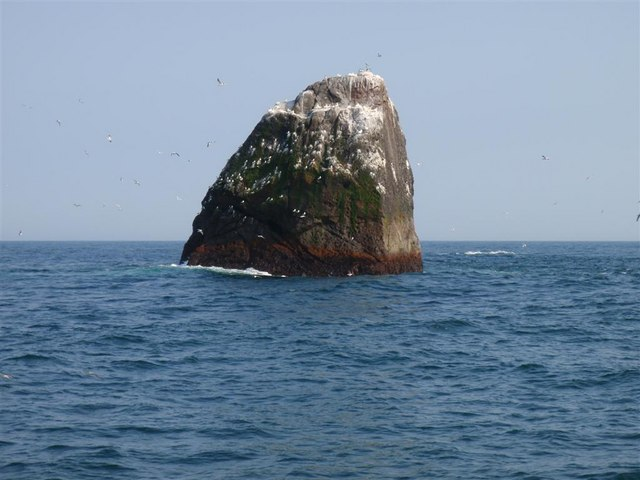
Rockall is te afgelegen en te klein, heeft een ongeschikte vorm en ongeschikt klimaat, en er is geen drinkwater.
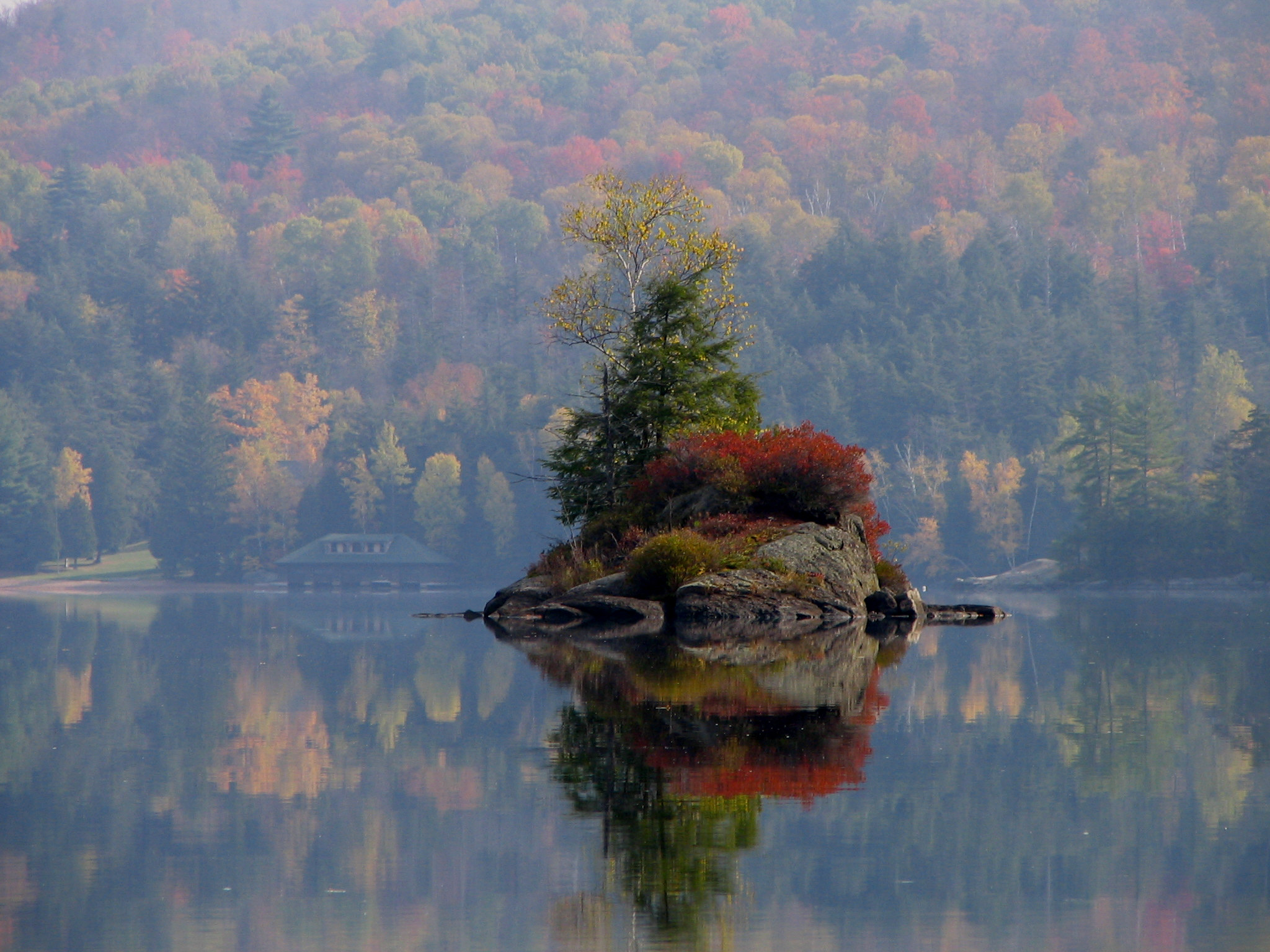
Naamloos eiland in een meer nabij Saranac Lake in de staat New York, dat te klein is voor menselijke bewoning.
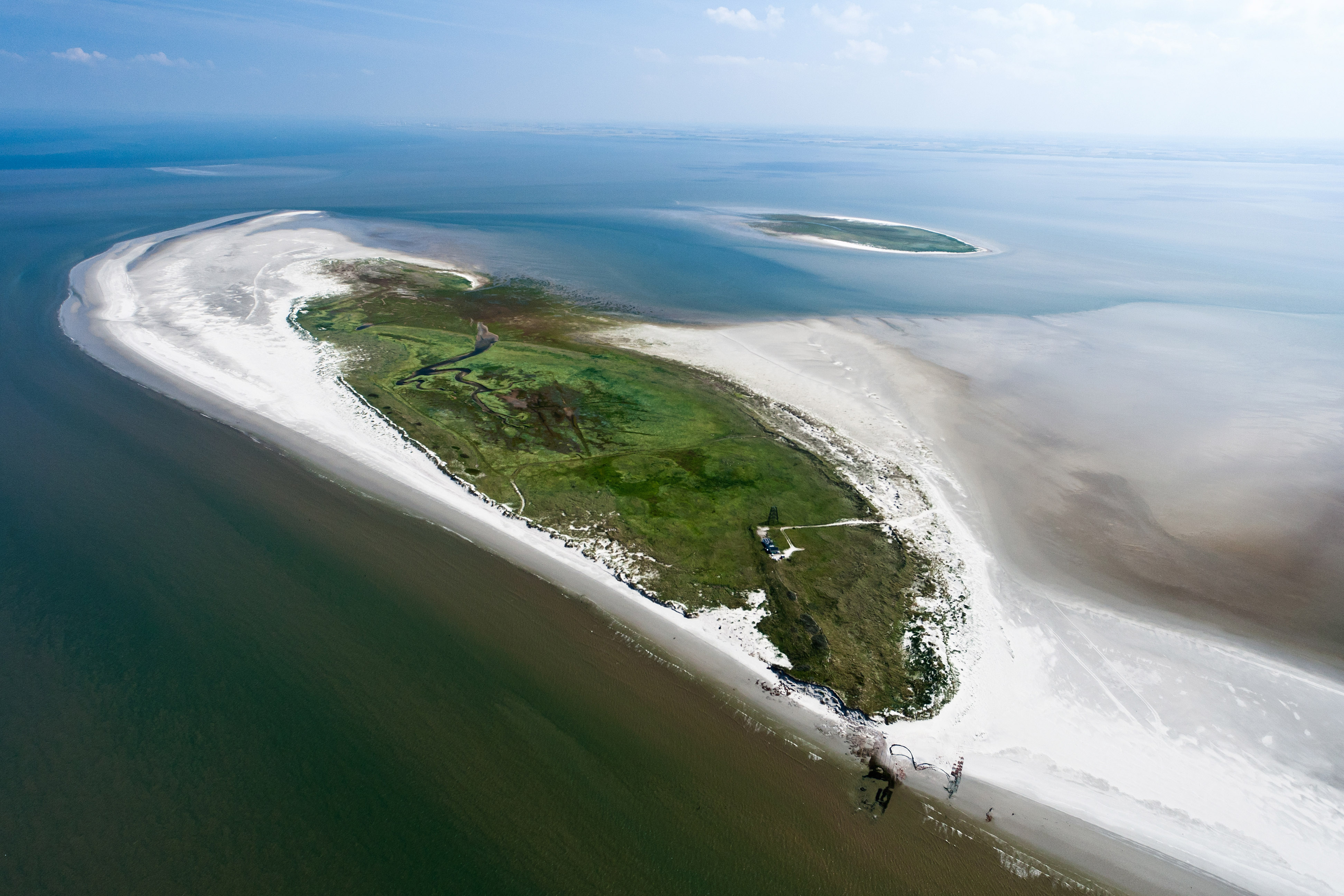
Rottumeroog is een natuurreservaat: menselijke bewoning is er niet toegestaan.
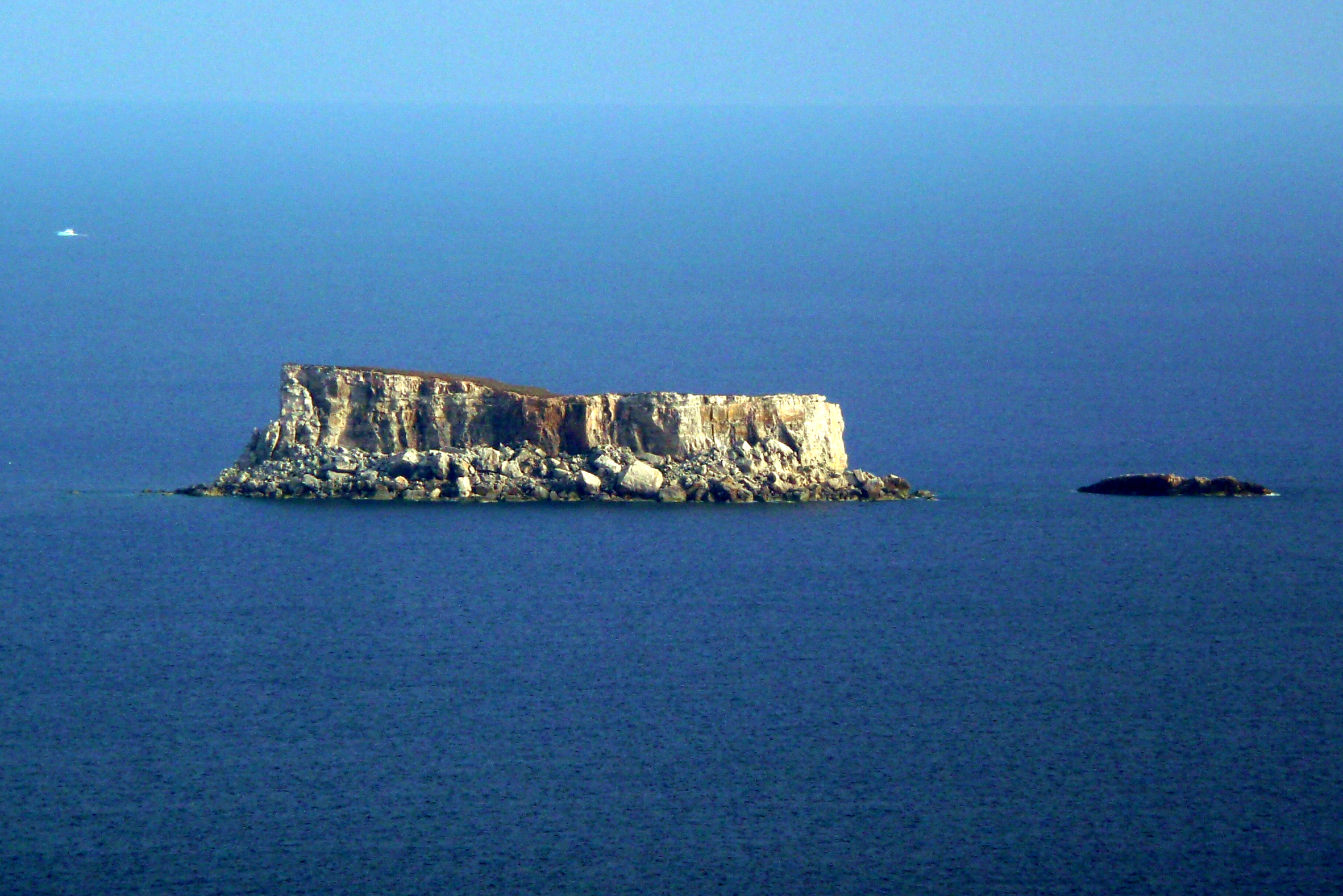
Filfla is een eiland van Malta dat als militair oefenterrein werd gebruikt, maar sinds 1980 een vogelreservaat is.
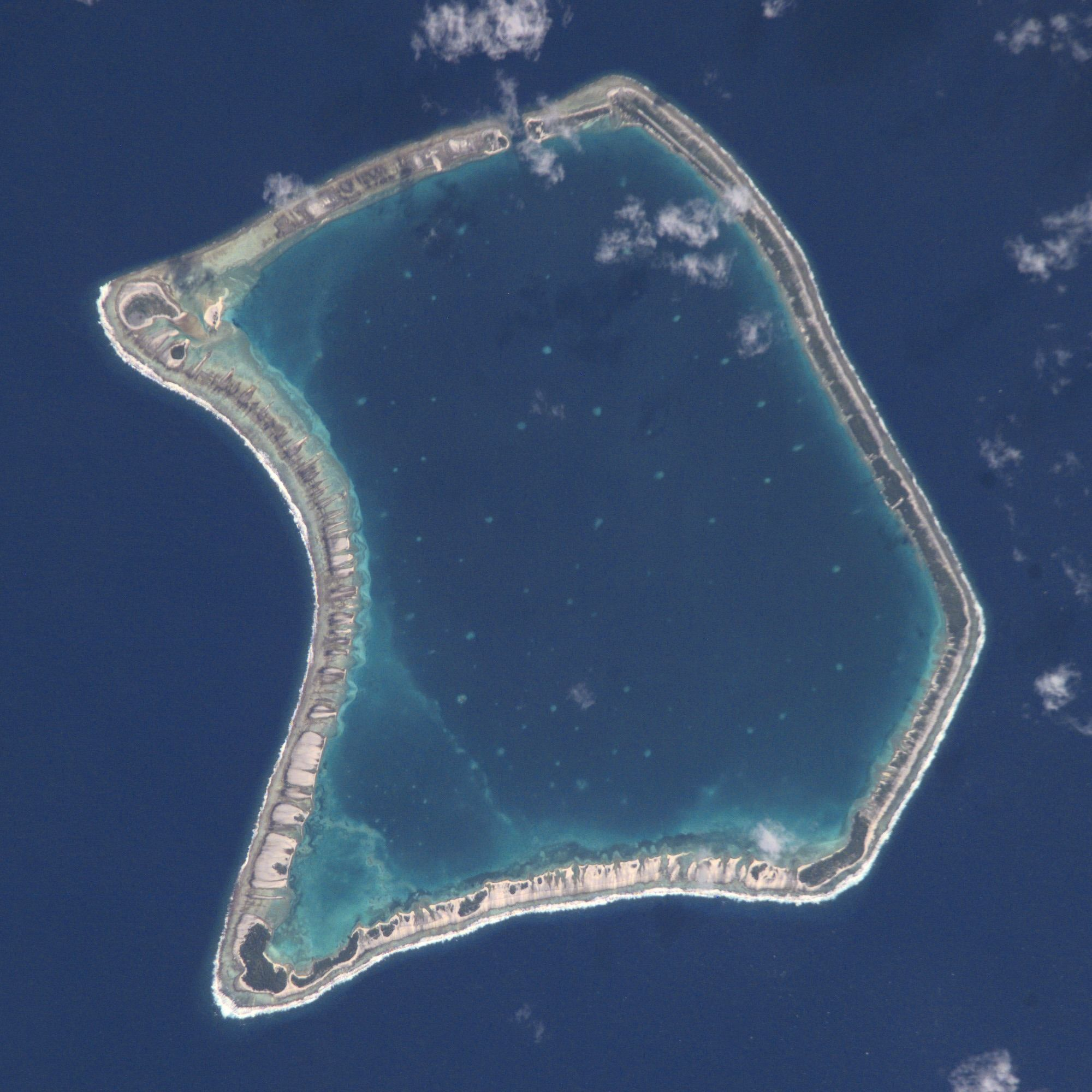
Satellietopname van Fangataufa, een atol in Frans-Polynesië. Deze eilanden zijn te radioactief voor menselijke bewoning.
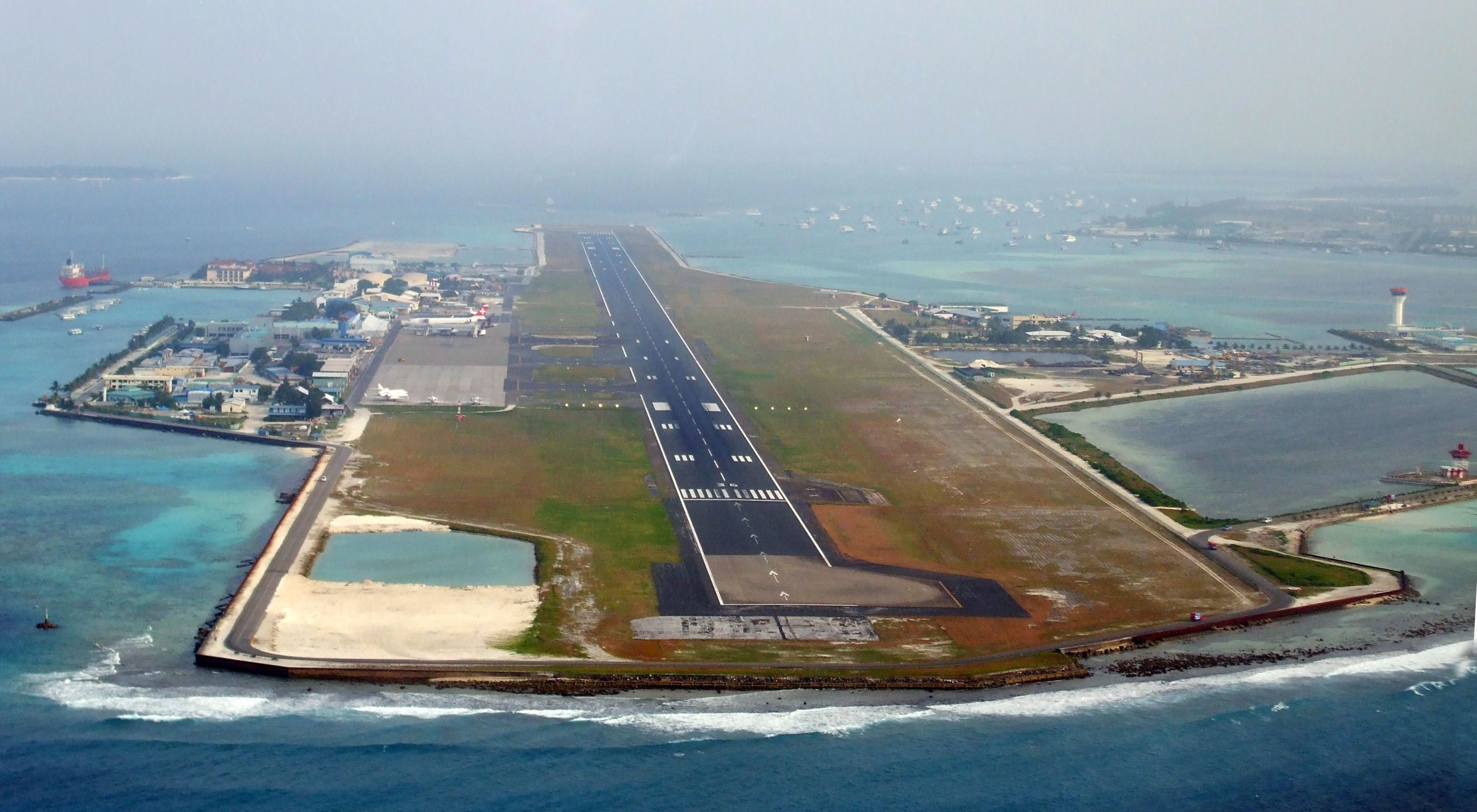
Malé International Airport neemt het gehele eiland Hulhulé (in de Maldiven) in beslag.

## Cultuur
In films en verhalen zijn onbewoonde eilanden vaak plaatsen waar individuen of kleine groepjes mensen stranden, afgesneden van de beschaving. In De storm, een toneelstuk van Shakespeare, worden Prospero en zijn dochter Miranda in een boot het water op gestuurd door zijn broer Antonio, die Hertog van Milaan wil worden. Prospero laat zijn broer vervolgens stranden op een eiland.
Het bekendste boek is de roman Robinson Crusoe uit 1719 van Daniel Defoe, over een man die na een schipbreuk op een onbewoond eiland terechtkwam en daar na enkele jaren gezelschap kreeg van iemand die aan kannibalen was ontsnapt. Sindsdien zijn vergelijkbare verhaallijnen toegepast in romans als De Zwitserse familie Robinson van Johann David Wyss (1812), Het geheimzinnige eiland van Jules Verne (1874) en Heer der vliegen van William Golding (1954). Dergelijke romans worden onderscheiden als een apart literair genre, de robinsonade.
Het onbewoonde eiland heeft als thema ook films en televisieseries geïnspireerd, zoals Cast Away, Lost, Gilligan's Island, The Red Turtle, en realityseries zoals Expeditie Robinson. In 1981 haalde het Nederlandse kinderkoor Kinderen voor Kinderen met Op een onbewoond eiland de Top 40.